# مقاطعة غرينوود (كانساس)
مقاطعة غرينوود (بالإنجليزية: Greenwood County)‏ هي إحدى المقاطعات في ولاية كانساس، الولايات المتحدة الأمريكية.

يبلغ عدد سكانها 6689 نسمة طبقا لإحصاء عام 2010 ، عاصمة المقاطعة هي مدينة يوريكا .